# Louvetot
Louvetot ist eine französische Gemeinde mit 775 Einwohnern (Stand: 1. Januar 2022) im Département Seine-Maritime in der Region Normandie. Die Gemeinde gehört zum Arrondissement Rouen und zum Kanton Port-Jérôme-sur-Seine (bis 2015: Kanton Caudebec-en-Caux). Die Einwohner werden Louvetotais genannt.

## Geografie
Louvetot liegt etwa 31 Kilometer nordwestlich von Rouen. Umgeben wird Louvetot von den Nachbargemeinden Bois-Himont im Norden und Westen, Auzebosc im Norden, Touffreville-la-Corbeline im Osten, Rives-en-Seine im Süden und Südosten sowie Maulévrier-Sainte-Gertrude im Süden.

## Bevölkerungsentwicklung
| 452                        | 417 | 439 | 500 | 562 | 575 | 679 | 741 | 760 |
| Quellen: Cassini und INSEE |     |     |     |     |     |     |     |     |

## Sehenswürdigkeiten

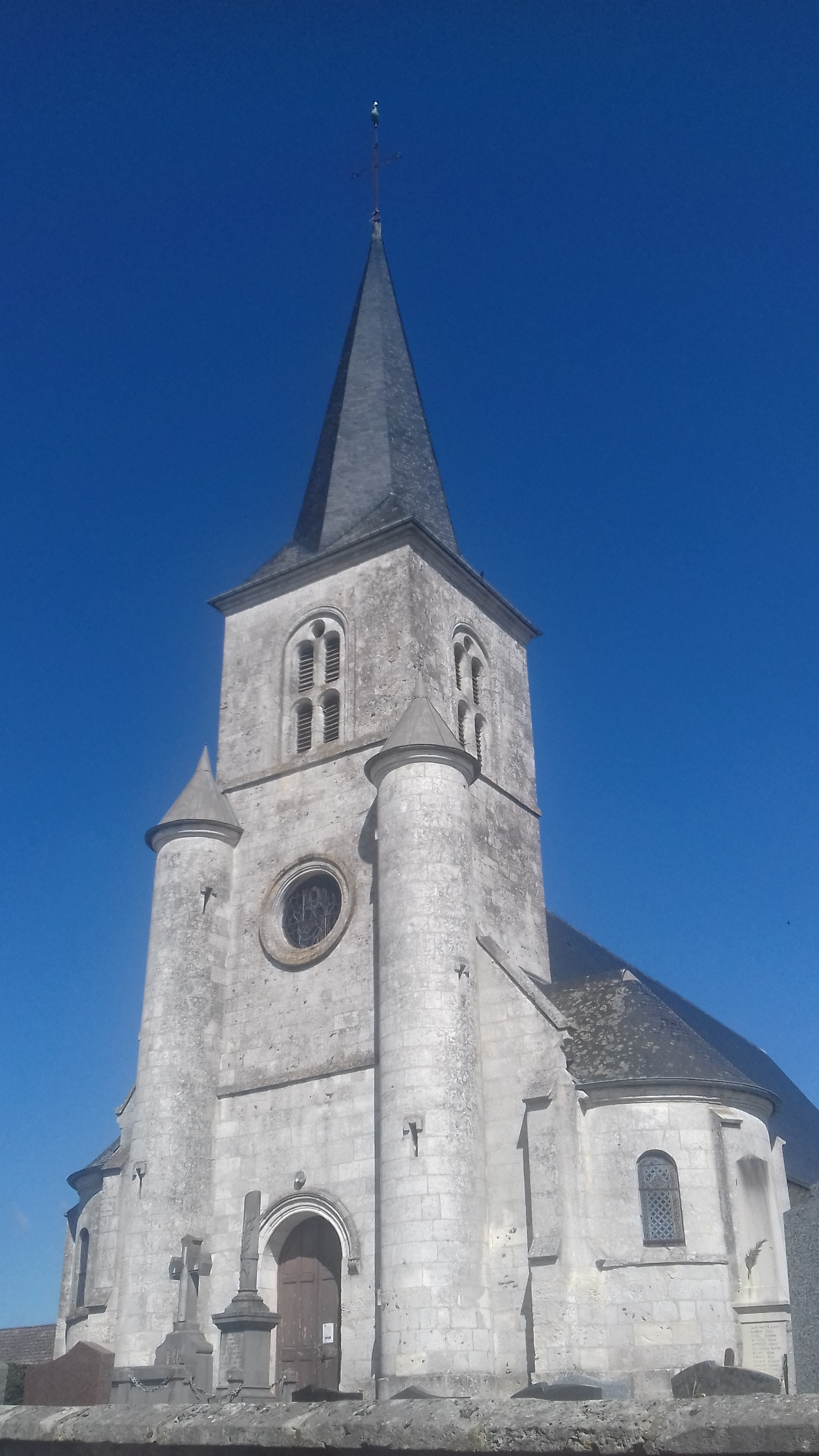
Kirche Notre-Dame

- Kirche Notre-Dame
- Herrenhaus